# Temnocephalidae
Famille
Les Temnocephalidae sont une famille de vers plats d'eau douce, de l'ordre des Rhabdocoela (infra-ordre des Neotyphloplanida et sous-ordre des Dalytyphloplanida).

## Écologie et comportement
Les Temnocephalidae vivent sur la surface du tégument des crustacés d'eau douce ou dans la cavité palléale des escargots.

## Systématique
Le nom valide complet (avec auteur) de ce taxon est Temnocephalidae Van Steenkiste, Rivlin, Kahn, Wakeman & Leander, 2021.

### Synonymes de Temnocephalidae
Temnocephalidae a pour synonymes :
- Temnocephalidae Monticelli, 1898 ;
- Temnocephalida Blanchard, 1849.

Temnocephalida Blanchard, 1849 était autrefois considéré comme une section qui regroupait deux super-familles :
- les Scutarielloidea, avec l'unique famille des Scutariellidae ;
- les Temnocephaloidea, avec quatre familles : Actinodactylellidae, Diceratocephalidae, Didymorchidae et Temnocephalidae.

Toutes ces familles ont été unifiées en la famille des Temnocephalidae, les quatre premières familles ayant été reléguées en sous-famille (cf Synonymes des sous-familles).

### Sous-taxons
Selon la base de données World Register of Marine Species (3 janvier 2024), la famille des Temnocephalidae regroupe les sous-familles et genres suivants :
- Famille des Temnocephalidae
  - sous-famille des Actinodactylellinae Benham, 1901
    - genre Actinodactylella Haswell, 1893

  - sous-famille des Decadidyminae Van Steenkiste, Rivlin, Kahn, Wakeman & Leander, 2021
    - genre Decadidymus Cannon, 1991

  - sous-famille des Diceratocephalinae Joffe, Cannon & Schockaert, 1998
    - genre Diceratocephala Baer, 1953

  - sous-famille des Didymorchinae Bresslau & Reisinger, 1933
    - genre Didymorchis Haswell, 1900

  - sous-famille des Scutariellinae Annandale, 1912
    - genre Bubalocerus Matjašič, 1957
    - genre Caridinicola Annandale, 1912
    - genre Monodiscus Plate, 1914
    - genre Paracaridinicola Baer, 1953
    - genre Scutariella Mrazek, 1907
    - genre Stygodyticola Matjašič, 1957
    - genre Subtelsonia Matjašič, 1957
    - genre Troglocaridicola Matjašič, 1957

  - sous-famille des Temnocephalinae Monticelli, 1899
    - genre Achenella Cannon, 1993
    - genre Craniocephala Monticelli, 1905
    - genre Craspedella Haswell, 1893
    - genre Dactylocephala Monticelli, 1899
    - genre Gelasinella Sewell & Cannon, 1998
    - genre Heptacraspedella Cannon & Sewell, 1995
    - genre Notodactylus Baer, 1953
    - genre Temnocephala Blanchard, 1849
    - genre Temnohaswellia Pereira & Cuoccolo, 1941
    - genre Temnomonticellia Pereira & Cuoccolo, 1941
    - genre Temnosewellia Damborenea & Cannon, 2001
    - genre Zygopella Cannon & Sewell, 1995

### Synonymes des sous-familles
D'après World Register of Marine Species (3 janvier 2024), les sous-familles suivantes ont pour synonyme leurs anciens noms de famille, ces familles ayant été reléguées en sous-famille de la famille   des Temnocephalidae :
- la sous-famille des Actinodactylellinae Benham, 1901 était la famille des Actinodactylellidae Benham, 1901 ;
- la sous-famille des Diceratocephalinae Joffe, Cannon & Schockaert, 1998 était la famille des Diceratocephalidae Joffe, Cannon & Schockaert, 1998 ;
- la sous-famille des Didymorchinae Bresslau & Reisinger, 1933 était la famille des Didymorchidae Bresslau & Reisinger, 1933 ;
- la sous-famille des Scutariellinae Annandale, 1912 était la famille des Scutariellidae Annandale, 1912.

La sous-famille des Temnocephalinae Monticelli, 1899 a pour synonyme la sous-famille des Craspedellinae.

### Synonymes des genres
D'après World Register of Marine Species (3 janvier 2024) les genres suivants sont synonymes de Temnocephala Blanchard, 1849 :
- Astacobdella Diesing, 1850,
- Branchobdella Moquin-Tandon, 1846.

### Publication originale
(en) Niels W. L. Van Steenkiste, Natalie Rivlin, Penelope Kahn, Kevin Wakeman, Brian S. Leander, « Grappleria corona gen. et sp. nov. (Platyhelminthes: Rhabdocoela: Jenseniidae fam. nov.) and an updated molecular phylogeny of 'dalyelliid' and temnocephalid microturbellarians », Systematics and Biodiversity, vol. 19, n°3, p. 261-272, lire